# Jorge Pardón
Jorge Ernesto Pardón García (Arequipa, 4 mars 1905 – Lima, 19 décembre 1977) était un footballeur péruvien.

## Biographie

### Carrière en club
Jorge Pardón joue en tant que gardien de but durant sa carrière dans cinq clubs péruviens. Il commence sa carrière en 1920 au Deportivo Independencia jusqu'en 1925, avant de partir pour le Deportivo Nacional où il reste un an. En 1927, il signe pour le Circolo Sportivo Italiano puis rejoint l'Atlético Chalaco l'année suivante. Il termine sa carrière en jouant pour le Sporting Tabaco entre 1929 et 1934.

### Carrière en sélection
International péruvien, Jorge Pardón dispute les championnats sud-américains de 1927, au Pérou, puis 1929 en Argentine.
Sélectionné par l'entraîneur espagnol Francisco Bru avec 21 autres joueurs péruviens, il prend part à la Coupe du monde 1930 en Uruguay, où son pays tombe dans le groupe C avec la Roumanie et le futur vainqueur et hôte, l'Uruguay. Il ne joue qu'un match sur les deux disputés par le Pérou.

### Décès
Le Patrón de la pelota, son surnom, meurt à l'âge de 72 ans dans la capitale (Lima) le 19 décembre 1977.